# کهنه‌دهار
کهنه‌دهار (به ترکی آذربایجانی: Köhnədaxar) یک منطقهٔ مسکونی در جمهوری آذربایجان است که در Qaraqaya واقع شده‌است.